# Il Capo (Palermo)
Il Capo è un antico e noto quartiere del centro storico di Palermo; con lo stesso termine i palermitani indicano indifferentemente anche il mercato che vi si tiene e con cui il quartiere si identifica.

## Descrizione

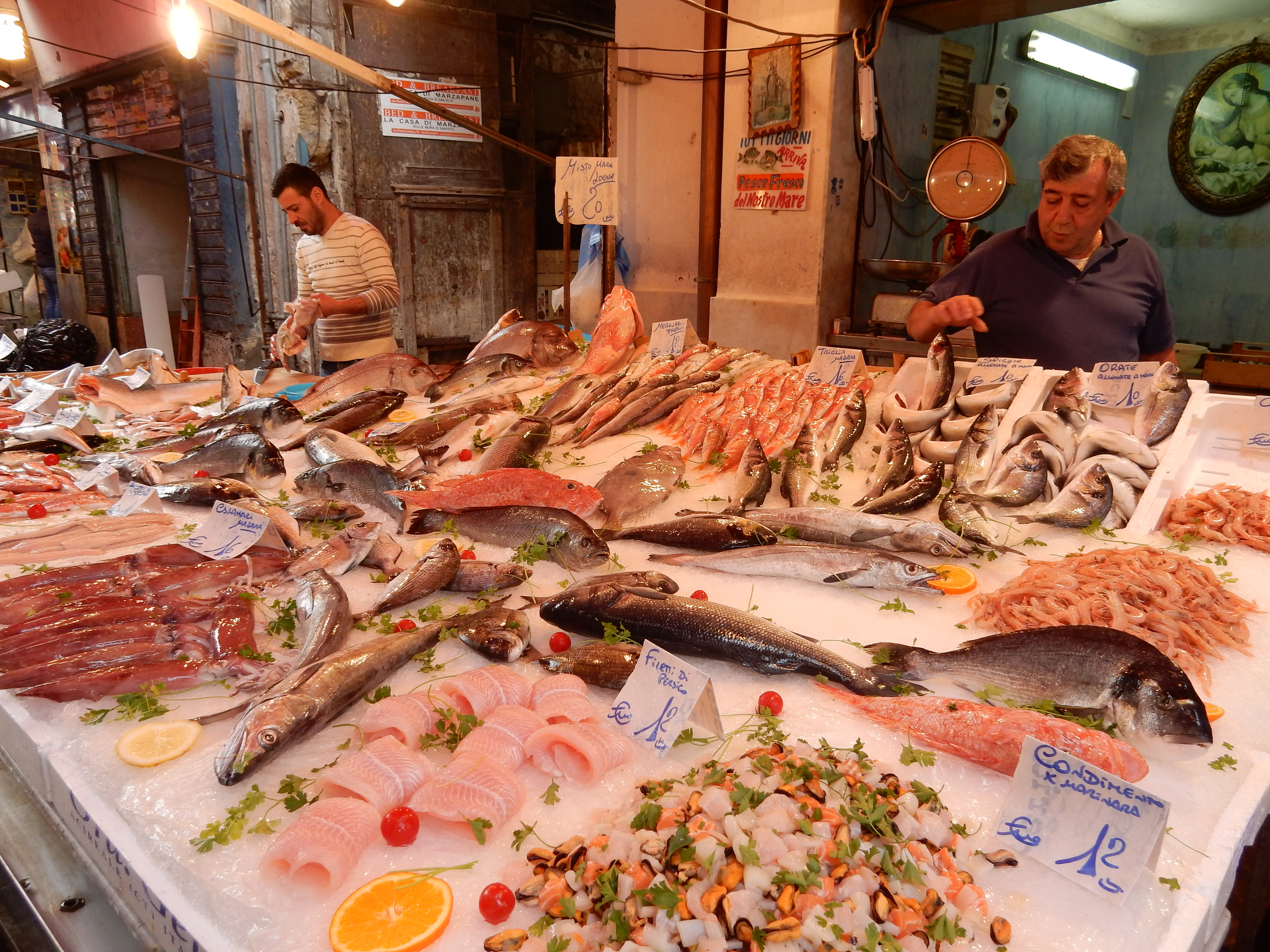
Banco al mercato del Capo

Il mercato del Capo, insieme agli altri mercati di Palermo come Ballarò, La Vucciria, Lattarini e il Mercato delle Pulci, è un importante punto di smercio agroalimentare al dettaglio.
È un animatissimo e caratteristico mercato alimentare: i colori, le urla (i vuci) dei venditori, l'animazione delle bancarelle ne fanno un elemento essenziale del carattere della città di Palermo. È un mercato attivo tutti i giorni, compreso la domenica mattina, dando la possibilità di acquistare a buon prezzo sia generi alimentari, sia altre mercanzie: frutta, verdura, spezie, carne, pesce, ecc., oltre a taverne e luoghi di ritrovo.
Si estende lungo la via Carini e via Beati Paoli, la via di Sant'Agostino e la via Cappuccinelle.
L'accesso principale del mercato è Porta Carini e via omonima, che porta a piazza Capo.
Tradizionalmente, è nei sotterranei di quest'area che i Beati Paoli avrebbero avuto il loro tribunale segreto, come indicato anche nei romanzi di Luigi Natoli.

## Storia
La zona in cui sorge il quartiere del Capo insiste sul letto dell'antico fiume Papireto, che dai Danisinni attraversava le attuali piazza Peranni, via Gioiamia, piazza Ss. Cosma e Damiano, piazza Monte di Pietà, piazza S. Onofrio, via Venezia e piazza Caracciolo, dove fino al XVI secolo arrivava la linea della costa e il porto. 
La zona del Papireto fino al Basso Medioevo era lussureggiante, adatta alla coltivazione del papiro e della canna da zucchero, ma malsana a causa della presenza di terreni paludosi. È qui che, al di fuori delle antiche mura punico-romane, gli Arabi creano il quartiere "degli Schiavoni", al-Harat-as-Saqalibah, destinato alle truppe mercenarie dalmate. Qui venne edificata la Strada del qadi (قاضى), sari-al-qadì, il Seralcadio, che attraversava tutta la città per tutta la sua lunghezza dalla campagna fino al mare. Ancora oggi il quartiere è conosciuto anche con il nome di Seralcaldio, uno dei quattro mandamenti della città antica. A partire dall'XII secolo nella zona vennero edificate numerose chiese, tra cui la sant'Agostino e sant'Agata alla Guilla, chiamata così dall'arabo wadi, che indicava il letto del fiume Papireto. 
La parte alta del quartiere venne chiamata Caput Seralcadi: è da quest'uso che deriva il nome Capo.
Fino al XVI secolo il quartiere resta caratterizzato dalla presenza del fiume, e consiste soprattutto di giardini, orti urbani, chiese, botteghe artigiane, il macello e la conceria. Nel 1581 il Papireto viene interrato a circa 8 metri di profondità, e inizia la bonifica della zona e la conseguente urbanizzazione. La cinta muraria viene ingrandita, mentre nel 1600 inizia la costruzione di via Maqueda, uno dei due principali assi viari della città per i prossimi secoli: il Capo viene profondamente trasformato, e diventa uno dei quattro quartieri (Mandamenti) in cui è divisa la città, popolato soprattutto dalla piccola e media borghesia, da artigiani e mercanti, le cui case vengono costruite accanto a chiese e case di confraternite.
Tra il XVI e il XVIII secolo vengono costruiti gli edifici che caratterizzano il quartiere ancora oggi, come la Panneria (Monte dei Pegni), la chiesa di sant'Onofrio, la chiesa di san Paolino dei Guarnieri, ovvero l'attuale moschea, il Noviziato dei Gesuiti, la chiesa e convento dell’Immacolata Concezione in via Porta Carini, la chiesa dei SS. 40 Martiri Pisani, il Monastero di San Vito (adesso sede di una caserma di carabinieri, il Collegio di S. Maria del Giusino, ecc.
Il quartiere fu al centro dei moti del 1860, e l'annessione all'Italia, con la conseguente soppressione degli ordini religiosi, provocò sia una crisi economica, dovuta alla fine delle tante attività economiche legate ai conventi e alle confraternite qui presenti in gran numero, sia la riorganizzazione degli spazi divenuti pubblici (caserme, ospedali, ecc.).
Tra la fine del XIX e gli inizi del XX secolo il Capo fu interessato dalle grandi opere urbanistiche che cambiarono il volto della città: l'edificazione del Teatro Massimo Vittorio Emanuele, il taglio della via Roma, la costruzione del palazzo di Giustizia, interessato alla fine dalla costruzione del Nuovo palazzo di Giustizia e dalla sistemazione delle vie adiacenti.